# ان تا سه‌تایی
ان تا سه‌تایی (به انگلیسی: N-Triples) یک قالب برای ذخیره و انتقال داده است. «ان تا سه‌تایی» یک قالب پیاپی‌سازی (سریال‌سازی) مبتنی-بر-خط، و متن-ساده برای گراف‌های RDF (چارچوب توصیف منبع) و زیر مجموعهٔ قالب ترتل (زبان سه‌تایی RDF مختصر) می‌باشد. این قالب نباید با فرمت نماد۳، که فرامجموعه ترتل است اشتباه گرفته شود. «ان تا سه‌تایی» اولین بار توسط «دیو بکت» در دانشگاه بریستول و آرت بارستو در ائتلاف وب جهان‌گستر (W3C) توسعه پیدا کرد.
«ان تا سه تایی» برای ساده‌سازی نماد۳ و ترتل طراحی شده‌است و درنتیجه نرم‌افزارها راحت‌تر آن را تجزیه و تولید می‌کنند. با این حال به دلیل آنکه بعضی از میانبرهای تهیه شده توسط دیگر پیاپی‌سازی‌های RDF (مثلاً CURIE و منابع تودرتو که هم در RDF/XML و هم در ترتل موجود است) را ندارد، ممکن تایپ کردن مقادیر زیاد داده به صورت دستی دشوار باشد، این موضوع خواندن این فرمت را نیز دشوار می‌سازد.

## استفاده
نحوه نمایش یک گراف RDF توسط «ان تا سه‌تایی» تنوع بسیار کمی دارد. این موضوع، این قالب را یک فرمت مناسب برای تهیه «جواب‌های مدل» برای مجموعه آزمون RDF ساخته‌است.

## پیاده‌سازی‌ها
به دلیل آنکه طبق تعریف، «ان تا سه‌تایی» زیرمجموعه ای از ترتل و نماد۳ است، همه ابزارهایی که از ورودی در هرکدام از آن قالب‌ها پشتیبانی می‌کنند، از قالب «ان تا سه‌تایی» هم پشتیبانی می‌کنند. بعلاوه، بعضی از ابزارها مثل کوم (Cwm)، پشتیبانی خاصی برای ان تا سه‌تایی دارند.

## قالب پرونده
هر خط از فایل یا قالب یک توضیح را دارد یا قالب یک بیانیه را دارد: یک بیانیه از ۴ بخش تشکیل شده‌است، که با فاصله خالی از هم جدا شده‌اند:
- فاعل
- گزاره
- مفعول
- یک نقطه (ایست کامل) که به معنی اتمام یک بیانیه است.

فاعل یا قالب یک URI را دارد یا یک گره سفید است؛ گزاره باید حتماً یک URI باشد؛ مفعول می‌تواند یک URI، گره سفید، یا یک لیترال باشد. URIها با علامت‌های کوچتر و بزرگتر به عنوان پرانتز زاویه‌ای (شکسته) مرزبندی شده‌اند. گره‌های سفید توسط رشته‌های حرفی‌عددی با پیشوند زیرخط-دونقطه (_:) نمایش داده می‌شوند. لیترال‌ها توسط رشته‌های اسکی قابل پرینت (با حرف گریز بک‌اسلش) نمایش داده می‌شوند که توسط نویسه‌های گفتاورد دوتایی مرزبندی شده‌اند، و به صورت اختیاری پسوندهای نشانگر یک زبان یا نشانگر نوع‌داده دارند. نشانگرهای زبانی یک علامت @ هستند که بعد از آن یک برچسب زبان در استاندارد RFC 3066 می‌آید؛ نوع‌داده‌ها دو تا علامت کارِت هستند که بعد از آن یک URI می‌آید. توضیحات شامل یک خط است که با یک علامت هش(#) شروع می‌شوند.

## مثال
بیانیه‌های «ان تا سه‌تایی» زیر معادل این RDF/XML می‌باشند:
- RDF/XML

```
 
<rdf:RDF
 
xmlns=
"http://xmlns.com/foaf/0.1/%22

          xmlns:dc="
http://purl.org/dc/terms/%22

          
xmlns:rdf=
"http://www.w3.org/1999/02/22-rdf-syntax-ns#%22>

   <Document rdf:about="
http://www.w3.org/2001/sw/RDFCore/ntriples/%22
>

     
<dc:title
 
xml:lang=
"en-US"
>
N-Triples
</dc:title>

     
<maker>

       
<Person
 
rdf:nodeID=
"art"
>

         
<name>
Art
 
Barstow
</name>

       
</Person>

     
</maker>

     
<maker>

       
<Person
 
rdf:nodeID=
"dave"
>

         
<name>
Dave
 
Beckett
</name>

       
</Person>

     
</maker>

   
</Document>

 
</rdf:RDF>

```

- ان تا سه‌تایی

```
 
<http://www.w3.org/2001/sw/RDFCore/ntriples/>
 
<http://www.w3.org/1999/02/22-rdf-syntax-ns#type>
 
↵

    
<http://xmlns.com/foaf/0.1/Document>
 
.

 
<http://www.w3.org/2001/sw/RDFCore/ntriples/>
 
<http://purl.org/dc/terms/title>
 
"N-Triples"
@
en-US
 
.

 
<http://www.w3.org/2001/sw/RDFCore/ntriples/>
 
<http://xmlns.com/foaf/0.1/maker>
 
_
:
art
 
.

 
<http://www.w3.org/2001/sw/RDFCore/ntriples/>
 
<http://xmlns.com/foaf/0.1/maker>
 
_
:
dave
 
.

 
_
:
art
 
<http://www.w3.org/1999/02/22-rdf-syntax-ns#type>
 
<http://xmlns.com/foaf/0.1/Person>
 
.

 
_
:
art
 
<http://xmlns.com/foaf/0.1/name>
 
"Art Barstow"
.

 
_
:
dave
 
<http://www.w3.org/1999/02/22-rdf-syntax-ns#type>
 
<http://xmlns.com/foaf/0.1/Person>
 
.

 
_
:
dave
 
<http://xmlns.com/foaf/0.1/name>
 
"Dave Beckett"
.

```

(نماد ↵ برای نشان دادن محلی است که خط به دلایل خوانابودن پیچانده شده‌است. ان تا سه‌تایی‌ها اجازه پیچاندن خطوط به صورت دلخواه را نمی‌دهند: انتهای خط نشان‌دهنده انتهای یک بیانیه است)

## ان تا چهارتایی
فرامجموعه مرتبط «ان تا چهارتایی»، قالب «ان تا سه‌تایی» را گسترش داده‌است، به این شیوه که یک مقدار بافتی اختیاری در محل چهارم قرار دارد.
```
 
<http://one.example/subject1>
 
<http://one.example/predicate1>
 
<http://one.example/object1>
 
<http://example.org/graph3>
 
.
 
# comments here

 
# or on a line by themselves

 
_
:
subject1
 
<http://an.example/predicate1>
 
"object1"
 
<http://example.org/graph1>
 
.

 
_
:
subject2
 
<http://an.example/predicate2>
 
"object2"
 
<http://example.org/graph5>
 
.

```